# دالیجان کردها
دالیجان کردها یا دالنجان کردیه روستایی در دهستان فاروج بخش مرکزی شهرستان فاروج استان خراسان شمالی ایران است.

## جمعیت
بر پایه سرشماری عمومی نفوس و مسکن در سال ۱۳۹۵ جمعیت این مکان ۲۴۴ نفر (۶۸خانوار) بوده‌است.